# أوغوز كالسكان
أوغوز كالسكان (بالتركية: Oğuz Çalışkan)‏ هو لاعب كرة قدم تركي في مركز حراسة المرمى، ولد في 7 نوفمبر 1988 في بك بازاري في تركيا. لعب مع أنقرة غوجو.

## وصلات خارجية
- أوغوز كالسكان على موقع اتحاد تركيا (لاعب) (الإنجليزية)
- أوغوز كالسكان على موقع قاعدة بيانات كرة القدم.إي يو (الإنجليزية)
- أوغوز كالسكان على موقع Soccerway.com (الإنجليزية)